# 陳麗
陈丽（1974年8月23日—），山东菏泽人，中国女子射击队运动员，主攻多向飞碟。

## 生涯
1991年，陈丽加入山東射擊隊，教練是張會群。隨後兩年，她入选中国国家射击队，师从孫盛偉。
1998年，陳麗與郭華、高娥在西班牙巴塞隆納的世界錦標賽中以210中的新全國紀錄贏得冠軍。次年，她又和高娥及韓芳在芬蘭奪得女子團體多向飛碟小項的錦標。之後的2001年，陳麗在4月贏得了全國射擊系統賽第一站的女子個人多向飛碟小項的冠軍。同年的九運會，她奪得女子個人多向飛碟小項中的金牌，成績為95中。2003年，陳麗以5中之差不敵高娥，取得了女子個人多向飛碟小項的亞軍。兩年後的十運會中，陳在江蘇方山體育訓練基地以91中為山東奪得了一面金牌。
2006年，她在克罗地亚萨格勒布举行的第49届射击世锦赛中，以总成绩89环获得女子飞碟多向项目银牌。同年的清遠站世界杯以1中的差距再次取得銀牌。6月的德國蘇爾站世界杯，她再次以1中之差失去金牌。12月举办的多哈亚运会中，她在12月2日的女子多向飞碟个人决赛中，以总成绩89中夺得金牌。同日的女子團體多向飛碟小項與朱美、王玉錦贏得冠軍，成績是195中。
2007年，她在韩国昌原站世界杯中，虽然进入决赛，但在决赛中表现不佳，最终以总成绩82中仅获得第4名与奖牌无缘。